# Seznam chráněných území v okrese Most
Toto je seznam chráněných území v okrese Most aktuální k roku 2016, ve kterém jsou uvedena chráněná území v oblasti okresu Most.
| Kód  | Obrázek                       | Typ  | Název             | Rozloha (ha) | Galerie Commons                                                          | Popis území | Souřadnice                       |
| ---- | ----------------------------- | ---- | ----------------- | ------------ | ------------------------------------------------------------------------ | --- | -------------------------------- |
| 643  | Bořeň ze Želenického vrchu    | NPR  | Bořeň             | 65,3679      | Kategorie „Bořeň (national nature reserve)“ na Wikimedia Commons         | Ochrana přirozených teplomilných společenstev sutí a skal na znělcovém lakolitu v Českém Středohoří                          | 50°31′40″ s. š., 13°45′50″ v. d. |
| 1679 | Černý rybník                  | PR   | Černý rybník      | 13,00        | Kategorie „Černý rybník“ na Wikimedia Commons                            | Zachovalý ekosystém vrchoviště rozvodného typu s mohutnou vrstvou rašeliny                                                   | 50°39′12″ s. š., 13°31′43″ v. d. |
| 51   | Pohled na Dolní Zálezly       | CHKO | České středohoří  | 107 000      | Kategorie „CHKO České středohoří“ na Wikimedia Commons                   | | 50°39′5″ s. š., 14°13′33″ v. d.  |
| 128  | Kopec Chlum od Srpiny         | PP   | Chloumek          | 1,00         | Kategorie „Chloumek (natural monument)“ na Wikimedia Commons             | Bohatá lokalita divizny brunátné (Verbascum phoeniceum)                                                                      | 50°27′14″ s. š., 13°41′41″ v. d. |
| 139  | Jánský vrch od západu         | NPP  | Jánský vrch       | 11,90        | Kategorie „Jánský vrch (national natural monument)“ na Wikimedia Commons | Lokalita stepní flóry, hlavně ovsíř Besserův (Avenastrum besseri)                                                            | 50°28′52″ s. š., 13°43′36″ v. d. |
| 144  | Pohled přes údolí na Jedlovou | NPR  | Jezerka           | 141,94       | Kategorie „Jezerka (national nature reserve)“ na Wikimedia Commons       | Ochrana celé geobiocenózy | 50°32′48″ s. š., 13°28′59″ v. d. |
| 1644 | Lužické šipáky                | PP   | Lužické šipáky    | 3,83         | Kategorie „Lužické šipáky“ na Wikimedia Commons                          | Prudké svahy s hojným porostem dubu šípáku (Quercus pubescens)                                                               | 50°29′19″ s. š., 13°45′33″ v. d. |
| 5897 | Kopistská výsypka             | PP   | Kopistská výsypka | 154,425      | Kategorie „Kopistská výsypka (natural monument)“ na Wikimedia Commons    | Ochrana biotopu a populace čolka velkého                                                                                     | 50°32′25″ s. š., 13°36′26″ v. d. |
| 6180 |                               | PP   | Lomské údolí      | 20,6381      | Název kategorie na Wikimedia Commons nebyl zadán                         | Údolní jasanovo-olšové luhy a přilehlé svahové lesy s populací vřetence horského podél horního úseku Lomského potoka         | 50°37′54″ s. š., 13°37′42″ v. d. |
| 6259 |                               | PP   | Pekelské údolí    | 251,28       | Název kategorie na Wikimedia Commons nebyl zadán                         | Bučiny a jedlové bučiny s charakteristickou květenou a vzácnými druhy živočichů a hub                                        | 50°38′8″ s. š., 13°35′11″ v. d.  |
| 241  | Milá                          | PR   | Milá              | 19,56        | Kategorie „Milá (nature reserve)“ na Wikimedia Commons                   | Čedičová kupa s teplomilnými společenstvy                                                                                    | 50°26′5″ s. š., 13°45′27″ v. d.  |
| 1827 | Pohled na Písečný vrch        | PR   | Písečný vrch      | 39,16        | Kategorie „Písečný vrch (nature reserve)“ na Wikimedia Commons           | Teplomilná společenstva ohrožených druhů rostlin a živočichů                                                                 | 50°25′29″ s. š., 13°43′49″ v. d. |
| 6267 | Točník – Kapucín              | PR   | Točník – Kapucín  | 260,04       | Kategorie „Točník – Kapucín“ na Wikimedia Commons                        | Komplex bučin s význačným zastoupením starých přírodě blízkých porostů s výskytem vzácných druhů obratlovců a hmyzu          | 50°34′51″ s. š., 13°31′11″ v. d. |
| 2174 | PP Velká Volavka              | PP   | Velká Volavka     | 0,60         | Kategorie „Velká Volavka (natural monument)“ na Wikimedia Commons        | Význačné stanoviště halofilní květeny s jedinou zachovalou lokalitou jitrocele přímořského (Plantago maritima) v okrese Most | 50°25′53″ s. š., 13°41′58″ v. d. |
| 6124 | NPR Zlatník                   | NPR  | Zlatník           | 79,17        | Kategorie „Zlatník (České středohoří)“ na Wikimedia Commons              | Cenný doklad pestré biodiverzity západní části Českého středohoří a zároveň významný geomorfologický prvek                   | 50°30′58″ s. š., 13°42′53″ v. d. |